# Göran Steg
Göran Hjalmar Steg, född 19 december 1926 i Uddevalla, död 21 november 2010 i Härlanda församling, Västra Götalands län, var en svensk läkare.
Steg, som var son till dispensärläkare Hjalmar Anderson och gymnastikdirektör Rut Vieweg, avlade studentexamen i Göteborg 1945, blev medicine kandidat 1948 och medicine licentiat vid Uppsala universitet 1955, medicine doktor vid Göteborgs universitet 1964, docent i experimentell neurologi vid Göteborgs universitet 1964 och professor i neurologi där 1975. Han var amanuens och assistent på fysiologiska institutionen vid Uppsala universitet 1948 och 1950, på neurofysiologiska avdelningen vid Karolinska institutet 1955–1957, underläkare på Lillhagens sjukhus 1958–1960, neurologiska kliniken resp. kliniskt neurofysiologiska laboratoriet på Sahlgrenska sjukhuset 1960–1961, amanuens resp. forskarassistent på fysiologiska institutionen vid Göteborgs universitet 1961–1964, vikarierande resp e.o. docent i experimentell neurologi vid Göteborgs universitet från 1965 och överläkare i neurologi vid Sahlgrenska sjukhuset från 1975. Han var ordförande i Medicinska föreningen i Uppsala 1950–1951 och i studentföreningen Verdandi 1952–1953. Han författade doktorsavhandlingen Efferent muscle innervation and rigidity (1964) och andra skrifter inom neurofysiologi. Han startade 1985 Parkinsonföreningen Västra Sverige, den första föreningen för Parkinsonsjuka i Sverige. Steg är gravsatt på Östra kyrkogården i Göteborg.